# 沿江街道 (南京市)
沿江街道，是中华人民共和国江苏省南京市浦口区下辖的一个乡镇级行政单位。

## 行政区划
沿江街道下辖以下地区：
冯墙社区、泰冯社区、路西社区、复兴社区、京新社区和新化社区。